# Lea Birringer
Lea Birringer, née le 23 novembre 1986 à Quierschied, est une violoniste allemande et professeur à l'université de musique de Würzburg.

## Formation
Lea Birringer a commencé son éducation musicale avec Christa Schmitt-Rink à l'âge de trois ans et a été acceptée dans la classe d'Ulrike Dierick et Renato Mangalindan six ans plus tard en tant que jeune étudiante à la Hochschule für Musik Saar.
À partir de 2001, elle a été l'élève d'Igor Ozim, à partir de 2003 dans sa classe à l'Université Mozarteum de Salzbourg. En 2008, la violoniste a effectué un semestre Erasmus à l'université de musique Hanns Eisler de Berlin dans la classe de Stephan Picard, avant de terminer son bachelor avec Igor Ozim et en 2012 son master avec Pavel Vernikov à l'Université privée de musique et d'art de la ville de Vienne (de), d'où elle sort diplômée avec distinction.
Elle a également reçu d'importantes impulsions artistiques de Vadim Gluzman, Liana Isakadze, Yair Kless, Thomas Brandis (en), Itzhak Rashkovsky (en) et bien d'autres. Lea Birringer était boursière de la Fondation Villa Musica Rhénanie-Palatinat et a été soutenue par la Fondation allemande pour la vie musicale (de). En outre, elle a reçu une bourse Gerd Bucerius de la ZEIT-Stiftung Ebelin und Gerd Bucerius,.

## Carrière de concert
Sa carrière internationale a commencé avec ses débuts en solo avec le Berliner Symphoniker, suivis d'invitations à des festivals de renom tels que le Festival de Salzbourg, l'Été musical MDR (de), le Festival du Mecklembourg-Poméranie-Occidentale (de), le Concert du château de Weilbourg (de), le Crescendo Winter Music Festival en Floride et Davos. Festival, le Festival Lugano Musica le Festival de musique Oleg Kagan ou le Festival Internacional de Música Alfredo De Saint Malo au Panama.
Lea Birringer a joué dans des concerts dans de grands centres de musique tels que la Philharmonie de Berlin, le Musikverein Vienne, le Louvre à Paris et le Teatro del Maggio Musicale Fiorentino. Elle a pu montrer sa polyvalence lorsqu'elle a travaillé avec des orchestres tels que l'Orchestre symphonique de Munich, la Deutsche Radio Philharmonie Saarbrücken Kaiserslautern, la Polska Filharmonia Bałtycka, la Südwestdeutsche Philharmonie Konstanz ou l'Orchestre Sinfonica di Roma,. De plus, elle s'est produite lors de la cérémonie de remise du Prix international Charlemagne d'Aix-la-Chapelle à la chancelière Angela Merkel en 2008 et au château de Bellevue au président fédéral Joachim Gauck en 2013. En 2020, année où le calendrier habituel des concerts a dû être largement suspendu en raison de la pandémie COVID 19, Lea Birringer a contribué à la "Geisterkonzertreihe" du Deutschlandfunk Kultur avec un récital solo très acclamé. Avec des œuvres de Jean-Sébastien Bach, Ernst-Lothar von Knorr et Lera Auerbach, entre autres, elle a parcouru le spectre du baroque au moderne,.

## Prix et récompenses
Lea Birringer est lauréate des concours internationaux de violon à l'abbaye de Schöntal, Premio Rodolfo Lipizer, Louis Spohr et Abram Yampolski. En 2008, elle a gagné le International Johannes Brahms Competition (en) (Concours international Johannes Brahms). En reconnaissance de son succès extraordinaire, elle a reçu le prix culturel décerné par l'association de la ville de Sarrebruck. Les enregistrements de CD de Lea Birringer ont reçu plusieurs récompenses : son album Lifelines (2018) a reçu le Supersonic Award du magazine Pizzicato. L'album Di Tanti Palpiti (2019), qui a été très bien accueilli par la critique et des stations de radio,,,, lui a également valu un Supersonic Award et des nominations aux International Classical Music Awards (en) (ICMA) 2019 et le Prix de la critique allemande du disque (de).

## Musique de chambre
Avec sa sœur, la pianiste Esther Birringer, elle a réalisé sa percée internationale en duo en 2011, lorsque les sœurs ont remporté les deux concours internationaux de musique de chambre Premio Vittorio Gui et Concorso Internazionale di Musica da Camera Città di Pinerolo,. Ils ont reçu des critiques exceptionnelles pour leur premier CD conjoint avec des sonates pour violon et piano de Hindemith, Szymanowski et Respighi,,. D'autres partenaires de musique de chambre étaient Pavel Vernikov, Paul Rivinius, Atar Arad, Barbara Bonney, Eszter Haffner, Wen-Sinn Yang et Igor Levit.

## Activités pédagogiques
Lea Birringer a enseigné en tant qu'assistante de Pavel Vernikov, à la Haute École de musique de Lausanne, Site de Sion et à l'École supérieure de musique Franz Liszt de Weimar. En outre, elle a donné des master-classes en Europe, en Amérique latine et aux États-Unis et a été, à plusieurs reprises, invitée en tant que membre du jury au concours Jugend musiziert (en). Depuis 2012, elle est chargée de cours à l'Académie de musique Archi Arrigoni, en Italie,

## Plus d'engagement
Lea Birringer est impliquée dans l'initiative Rhapsody in School, où des artistes rendent visite à des élèves pour leur faire découvrir la musique,. Elle participe également en tant que soliste à des concerts de bienfaisance.

## Discographie
- 2014 - Premier CD avec des œuvres de Hindemith, Respighi et Szymanowski (CAvi-music)[37]
- 2015 - CD avec des œuvres de Federigo Fiorillo (Brilliant Classics)[38]
- 2018 - CD Lifelines avec des œuvres de Grieg, Liszt et Franck (Rubicon Classics)[39]
- 2019 - CD Di Tanti Palpiti avec des œuvres de Henryk Wieniawski, Pablo de Sarasate, Camille Saint-Saëns, Maurice Ravel, Dmitri Shostakovich, Niccolò Paganini, Mario Castelnuovo-Tedesco, Franz Waxman et Antonín Dvořák (Rubicon Classics)[39]
- 2021 - CD Transformation avec des œuvres de Johann Sebastian Bach, Eugène Ysaÿe, Lera Auerbach, Ernst-Lothar von Knorr et Max Reger (Rubicon Classics)
- 2022 - CD Mendelssohn and Sinding: Violin Concertos. Avec des oeuvres de Felix Mendelssohn Bartholdy et Christian Sinding (Rubicon Classics)
- 2025 : Sibelius : Violin Concertos, Järnefelt : Berceuse, Szymanowski : Violin Concertos n° 2, Op. 61 (Rubicon Classics)